# H hondrit
H hondrit (tudi bronzitni hondrit) je vrsta navadnih  kamnitih hondritov. Med vsemi zaznanimi hondriti ta skupina predstavlja 46% vseh najdenih navadnih hondritov in 44% vseh hondritov.

H hondriti vsebujejo veliko železa (oznaka H izvira iz angleške besede high, kar pomeni visoko). Železa vsebujejo od 25 do 31% po teži. Polovica ga je prisotnega kot prosto železo, kar povzroča, da je ta vrsta hondritov kaže močne magnetne lastnosti, čeprav hondriti spadajo med kamnite meteorite. Vsebujejo tudi železov sulfid (75% skupnega železa). Vsebnost hondrul je 60 do 80% volumna, srednji premer hondrul je okoli 0,3 mm
. 

Verjetno starševsko telo je asteroid tipa S z imenom 6 Heba. Manj verjetna kandidata pa sta 3 Juno in 7 Iris. Predvideva se, da so te vrste meteoriti nastali pri trku blizuzemeljskega asteroida in asteroida Heba. H hondriti imajo zelo podobno sestavo elementov v sledeh in razmerje izotopov kisika kot IIE železovi meteoriti.

Najbolj pogosta minerala sta bronzit (to je ortopiroksen)  in olivin.